# Pulfrich
Pulfrich és un cràter sobre la superfície del planeta nan Plutó, situat amb el sistema de coordenades planetocèntriques a 78.73 ° de latitud nord i 140.44 ° de longitud est. Fa un diàmetre de 37.7 km. El nom va ser fet oficial per la UAI el cinc d'agost del 2020 i fa referència a Carl Pulfrich (1858-1927), físic alemany inventor del comparador intermitent utilitzat per Tombaugh per descobrir Plutó.